# Napoleon Kaufman
Napoleon Kaufman, detto Nip (Kansas City, 7 giugno 1973), è un ex giocatore di football americano statunitense che ha militato nel ruolo di running back nella National Football League.

## Biografia
Al college, Kaufman giocò a football a Washington con cui vinse il campionato NCAA nel 1991. Fu scelto come 18º assoluto dagli Oakland Raiders nel Draft NFL 1995, giocandovi per tutte le sei stagioni della carriera. Kaufman segnò un touchdown nella sua prima gara come professionista contro i San Diego Chargers e concluse la sua prima stagione con 490 yard corse, come riserva di Harvey Williams. Nel 1996 guidò la NFL con una media di 5,8 yard per corsa e fu il principale corridore dei Raiders nel 1997 e 1998, quando corse 1.294 e 921 yard, rispettivamente. Nell'ultima parte della carriera, Kaufman divise i possessi con Tyrone Wheatley.
Il 19 ottobre 1997, nella settimana 8 della stagione 2007, Kaufman corse per 227 yard, guidando i Raiders a una vittoria a sorpresa contro gli imbattuti Denver Broncos (futuri vincitori del Super Bowl quell'anno) e stabilendo un nuovo record di franchigia che superò quello di 221 di Bo Jackson nella famosa gara del Monday Night Football contro i Seattle Seahawks del 30 novembre 1987. Al 2015, il record di Kaufman è ancora imbattuto.
Kaufman si ritirò a sorpresa dopo la stagione 2000 per divenire un Ministro Cristiano.

## Palmarès
- Campione NCAA: 1

Washington Huskies: 1991

## Statistiche
| Yard corse         | 4.792 |
| Touchdown su corsa | 12    |

### Record di franchigia degli Oakland Raiders
- Maggior numero di yard corse in una partita: 227 (19 ottobre 1997 contro i Denver Broncos)